# منوچهر مصیری
منوچهر مصیری (متولد ۱۳۲۹، تهران) کارگردان و فیلمنامه‌نویس ایرانی‌ست. او پس از گذراندن دوره سه ساله کارگردانی در تلویزیون ملی ایران پیش از انقلاب اسلامی به صورت حرفه‌ای وارد سینمای ایران شد.

## آثار

### کارگردان فیلم‌های بلند
- تعصب (فیلم ویدیویی، ۱۳۹۰)(عنوان نخست فیلم: آشیانه در باد)
- ازدواج صورتی(۱۳۸۳)
- دنیا (فیلم ۱۳۸۰) (۱۳۸۱)
- آخرین خون (۱۳۷۲)
- مکافات (فیلم ۱۳۶۶)
- تشکیلات (فیلم) (۱۳۶۵)
- امشب اشکی می‌ریزد (۱۳۵۷)

### دستیار کارگردان
- تنها حامی (۱۳۵۵)
- تنهایی (۱۳۵۵)
- چلچراغ (۱۳۵۵)
- مردی در آتش (۱۳۵۵)
- آلوده (۱۳۵۴)
- انگشت نما (۱۳۵۴)
- چشمان بسته (۱۳۵۴)
- رقیب (۱۳۵۴)
- زیبای پررو (۱۳۵۴)
- آب توبه (۱۳۵۳)
- الکی خوش (۱۳۵۳)
- ماشین مشتی ممدلی (۱۳۵۳)
- مرد شب (۱۳۵۳)
- مهدی فرنگی (۱۳۵۳)
- مروارید (۱۳۵۲)
- شیر بها (۱۳۵۱)
- یک جو غیرت (۱۳۵۱)

### مشاور هنری
- گریز (فیلم) (۱۳۷۱)

### نویسنده
- مکافات (فیلم ۱۳۶۶)

### بازنویسی فیلمنامه
- آخرین خون (۱۳۷۲)

### بازیگر
- مرد شب (۱۳۵۳)

### تدوین
- مکافات (فیلم ۱۳۶۶)